# 善寧之家
賽馬會善寧之家是香港第一間家庭式寧養中心，由非牟利機構善寧會成立。此建築物座落於香港沙田亞公角山路，在白普理寧養中心對面，由香港賽馬會慈善信託基金資助興建，於2013年10月24日動工，並於2016年底投入服務。

## 簡介
此建築物合共樓高4層，佔地5,000平方米，共有30間獨立套房，為晚期及臨終病人及其家人提供一站式的寧養紓緩服務，除提供住院和家居照護服務外，亦為對喪親者提供師善別輔導及支援。。

## 外部連結
- 官方網站